# Brunn (Oberpfalz)
Brunn ist eine Gemeinde im Oberpfälzer Landkreis Regensburg in Bayern. Die Gemeinde ist Mitglied der Verwaltungsgemeinschaft Laaber.

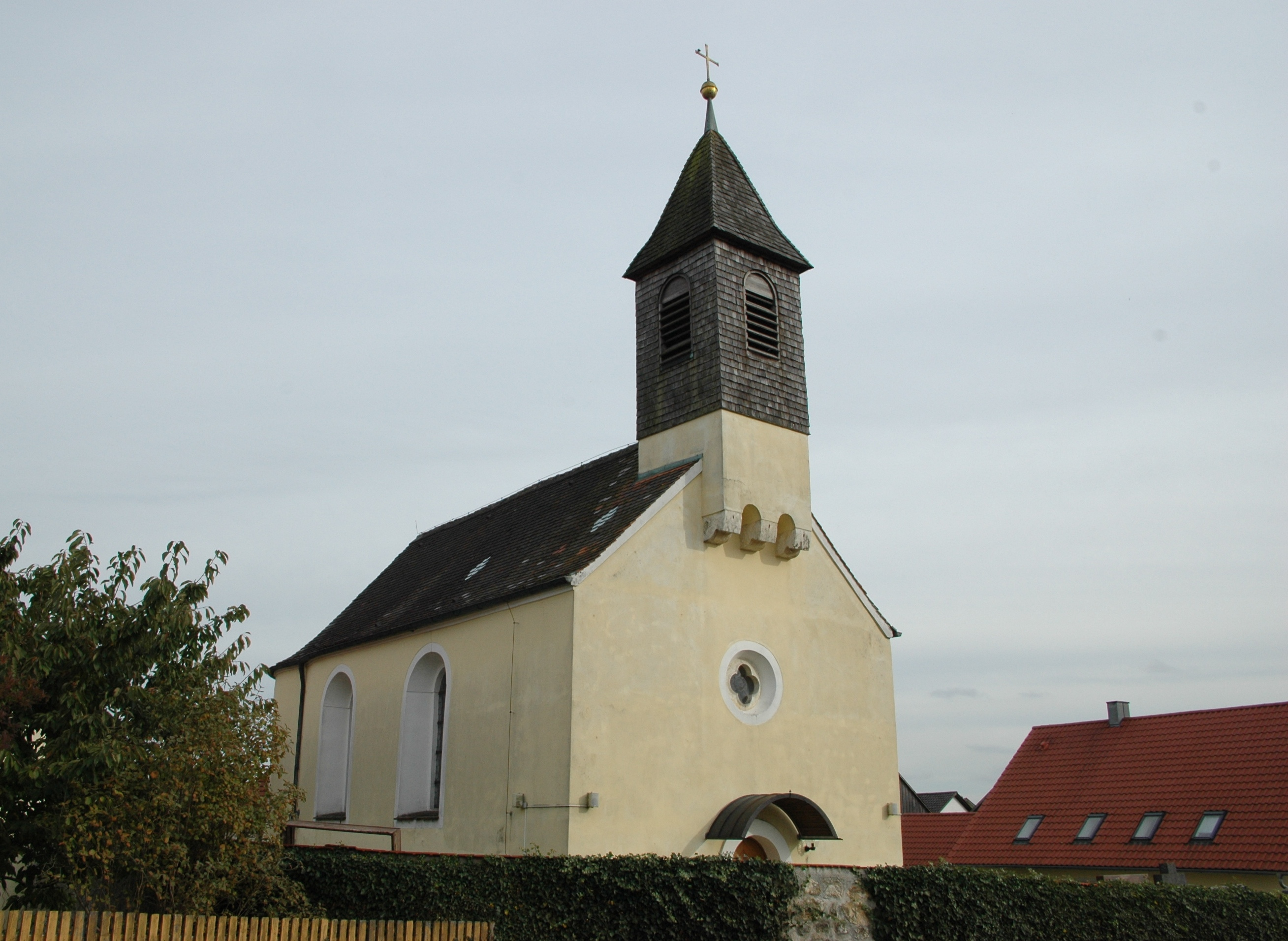
Filialkirche St. Peter und Paul in Brunn

## Geografie
Die Gemeinde liegt westlich von Regensburg im Ostausläufer des Fränkischen Jura.

### Gemeindegliederung
Es gibt neun Gemeindeteile (in Klammern ist der Siedlungstyp angegeben):
- Babetsberg (Weiler)
- Brunn (Kirchdorf)
- Eglsee (Dorf)
- Eiselberg (Einöde)
- Frauenberg (Pfarrdorf)
- Kirchhof (Weiler)
- Konstein (Weiler)
- Münchsried (Dorf)
- Pettenhof (Weiler)

Es gibt die Gemarkungen Brunn und Pielenhofer Wald r.d.Naab (nur Gemarkungsteil 3).

### Klima
Die Gemeinde Brunn gehört zum Klimaraum Frankenalb.

## Geschichte

### Herrschaft Laaber
Die Gemeinde gehörte zur Herrschaft Laaber, die die Wittelsbacher nach dem Aussterben der Herren von Laaber 1463 an sich gezogen hatten.

### Eingemeindungen
Die Gemeinde hat durch die Gemeindegebietsreform keine Veränderungen erfahren. Das Gemeindegebiet blieb in seiner Vollständigkeit erhalten. Am 1. Mai 1978 wurde die Verwaltungsgemeinschaft Laaber einschließlich Deuerling realisiert.
Zum 1. Januar 2014 wurden Teile des aufgelösten gemeindefreien Gebietes Pielenhofer Wald rechts der Naab eingemeindet.

### Einwohnerentwicklung
Zwischen 1988 und 2018 wuchs die Gemeinde von 955 auf 1463 um 508 Einwohner bzw. um 53,2 %.

## Politik
- CSU: 4
- SPD: 3
- Grüne: 2
- FWB: 2
- FWG: 1

### Bürgermeister
Karl Spangler war seit 1985 Erster Bürgermeister der Gemeinde Brunn. Seine Amtszeit endete mit dem 30. April 2008. Als Nachfolger wurde am 2. März 2008 Karl Söllner (SPD) gewählt. Dieser trat am 1. Mai 2008 dieses Amt an. 2. Bürgermeisterin ist Isabella Walter (SPD), 3. Bürgermeister Johann Eibl (FWB). Die letzteren beiden wurden in der ersten Sitzung des Rates am 9. Mai 2008 mehrheitlich aus Reihen der Gemeinderäte gewählt. Bei der Kommunalwahl vom 15. März 2020 wurde Söllner mit 90,37 % der Stimmen wiedergewählt.

### Gemeinderat
Der Gemeinderat hat 12 Mitglieder. Bei der Kommunalwahl vom 15. März 2020 haben von den 1117 Wahlberechtigten 835 vom Wahlrecht Gebrauch gemacht, womit die Wahlbeteiligung bei 74,75 Prozent lag.

### Wappen
| Wappen der Gemeinde Brunn | Blasonierung: „Durch eine eingeschweifte silberne Spitze, darin drei blaue Balken, gespalten; vorne in Rot ein silberner Brunnen, hinten in Schwarz eine goldene heraldische Lilie.“ |
| Wappen der Gemeinde Brunn | Das Wappen wird seit 1988 geführt. |

## Kultur und Sehenswürdigkeiten

### Sport und Vereine
Dem Breitensport hat sich der örtliche Turn- und Sportverein verschrieben. Er beinhaltet die Abteilungen Fußball, Tischtennis und Skifahren. Darüber hinaus gibt es noch weitere Vereine.
Zwei Freiwillige Feuerwehren sorgen für den Brandschutz und die allgemeine Hilfe im Gemeindegebiet und darüber hinaus.

### Regelmäßige Veranstaltungen
Im zweiten Septemberwochenende findet alljährlich die Frauenberger Kirchweih statt. Neben Kirtabaumaufstellen und Kirtalauf gibt es Stände für Süßigkeiten und Spielwaren.

### Medien
Als Tageszeitung ist hier die Mittelbayerische Zeitung aus Regensburg zu nennen. Daneben gibt es das Wochenblatt und das Amtsblatt der Verwaltungsgemeinschaft Laaber.

### Öffentliche Einrichtungen
Die Gemeinde unterhält einen Bauhof, eine Erdaushubdeponie und Kläranlagen. Die Kirche Frauenberg betreibt in Eglsee einen katholischen Kindergarten.

### Bildung
Die Schüler besuchen die Grund- und Mittelschule in Laaber, die Realschule bzw. das Gymnasium befindet sich in Parsberg.

## Persönlichkeiten
- Martin Beer (1920–1988), katholischer Theologe